# Bishop Rock
Bishop Rock (Men an Eskob en cornique) est un petit rocher situé à l'extrémité occidentale des îles Sorlingues.
Il est connu pour son phare de 49 mètres de haut, et figure dans le Livre Guinness des records comme la plus petite île du monde possédant un édifice sur son sol. Un premier phare, dont la construction a débuté en 1847, est détruit avant d'être terminé. Le bâtiment actuel est achevé en 1858 et mis en service le 1er septembre de la même année.
Ne comprenant rien d'autre que le phare, ce rocher inhabité fait office de barrière entre la Grande-Bretagne et l'Océan Atlantique.
Bishop Rock est également l'extrémité orientale de la route suivie par les transatlantiques dans l'Atlantique Nord durant la première moitié du XXe siècle, l'autre extrémité étant l'entrée de la Lower New York Bay.
C'est sur ce parcours qu'était disputé le « Ruban bleu » récompensant la traversée la plus rapide.

## Le phare
En 1843, Trinity House (le service britannique des phares) envisage la construction d'un phare à Bishop Rock, les travaux commencent en 1847. L'ingénieur en chef James Walker choisit une construction de 120 pieds de haut comprenant l'habitation et l'optique sur des piliers en fer. Le phare n'a jamais été allumé, et le 5 février 1850, une tempête a emporté la tour.
Pour la seconde tentative, James Walker commence par construire en 1851 une structure en pierre. Le site présente un certain nombre de difficultés : la rareté des terres disponibles, et l'inclinaison de la roche, ce qui signifie que les pierres les plus basses des fondations ont dû être posées sous le niveau des plus basses de marées de printemps. En dépit de multiples problèmes, la construction de la tour n'a vu la mort d'aucun ouvrier, et le phare a été allumé pour la première fois le 1er septembre 1858. Le coût total du phare est de 36 559 £ (livres sterling). 
En 1881, Sir James Nicholas Douglass (en) inspecte la tour et étudie les rénovations visant à en renforcer la structure. Les travaux sont terminés en 1887.
L'accès difficile du phare par bateau a conduit la Trinity House à bâtir une hélisurface au sommet du phare en 1976. Le phare a été entièrement automatisé le 15 décembre 1992. 
Le phare a été utilisé comme lieu de tournage de l'un des indicatifs actuels de BBC One.
En 1901, le trois-mâts Falkland a heurté le rocher et son pont principal a touché le phare.